# ژاله‌پوش کوتوله
ژاله‌پوش کوتوله (نام علمی: Drosera pygmaea)، یک گیاه گوشت‌خوار و بومی استرالیا و نیوزیلند است. رزت تشکیل‌دهنده آن دوساله یا یک‌ساله می‌باشد.
لقب خاص که از لاتین به "کوتوله" ترجمه می‌شود، اشاره‌ای به اندازه بسیار کوچک این گیاه است که قطر آن بین ۸ تا ۱۸ میلی‌متر می‌رسد. گل‌های کوچک و کم‌رنگ در انتهای ساقه‌های ۲ تا ۷ سانتی‌متر تولید می‌شوند. این شاید شناخته‌شده‌ترین در میان ژاله‌پوش کوتوله باشد.